# Pimelea cremnophila
Pimelea cremnophila är en tibastväxtart som beskrevs av L.M.Copel. och I.Telford. Pimelea cremnophila ingår i släktet Pimelea och familjen tibastväxter. Inga underarter finns listade i Catalogue of Life.